# António de Sousa Lima
António de Sousa Lima (Sabadim, Arcos de Valdevez, 24 de Janeiro de 1756 – 11 de Outubro de 1827) foi um proprietário e militar português.
Filho de Luís de Sousa, 1.º Senhor da Casa do Pomar (a quem sucedeu como 2.º Senhor), e de Josefa Maria Freire de Lima, foi Capitão de Ordenanças do termo de Arcos de Valdevez. Casou-se com D. Francisca Luísa Joaquina da Rocha, tia de Francisco da Rocha Soares. 